# Ennio Tarantola
Ennio Tarantola, detto Banana (Como, 19 gennaio 1915 – Cesena, 30 luglio 2001), è stato un aviatore italiano.
Maresciallo della Regia Aeronautica, fu un asso della seconda guerra mondiale decorato più volte con la medaglia d'argento al valore militare.

## Biografia

### I primi anni di attività
Ennio Tarantola nacque a Como il 19 gennaio 1915. Il soprannome di "Banana", con cui era noto in tutta la Regia Aeronautica, era dovuto al lavoro che svolgeva per conto della ditta Colombo-Poggi; vendeva infatti per mezzo di un carretto questi frutti in piazza Cavour. Appassionato del volo, all'età di diciassette anni frequentò una scuola di volo per alianti, dove conseguì la licenza. Successivamente decise di entrare nella Regia Aeronautica per divenire pilota militare. Frequentò la Scuola Militare di Volo di Milano-Malpensa, dove conseguì il brevetto. Tarantola, all'epoca ancora giovane, fu assegnato con il grado di sergente pilota alla 151ª Squadriglia del 6º Stormo di base a Campoformido, e quindi alla Scuola Caccia.

### La guerra civile spagnola
Allo scoppio della guerra civile spagnola, benché con solo 110 ore di volo alle spalle, decise di aggregarsi all'Aviazione Legionaria italiana raggiungendo la Squadriglia "Cucaracha" inquadrata nel XVI Gruppo Caccia Terrestri. Sulla coda del suo biplano da caccia Fiat C.R.32, dipinse la scritta autoironica "Pivello". Il 20 gennaio 1938 abbatté il suo primo aereo avversario, un Polikarpov I-15 Chato delle Fuerzas Aéreas de la República Española. Durante la sua permanenza in terra di Spagna compì 400 ore di volo e rientrò in Italia nell'ottobre del 1938, decorato con due Medaglie d'Argento al Valor Militare. In patria riprese servizio presso la 155ª Squadriglia, 3º Gruppo, 6º Stormo C.T, equipaggiata con i soliti Fiat CR.32.

### L'inizio della Seconda guerra mondiale
Allo scoppio della seconda guerra mondiale il suo reparto venne trasferito in Sardegna, sull'aeroporto di Monserrato, da dove iniziò a compiere lunghe ricognizioni marittime che gli causarono problemi di salute.
Al suo rientro in reparto venne assegnato al gruppo sotto il comando del capitano Giuseppe Cenni, operando ai comandi di un bombardiere in picchiata Junkers Ju 87, soprannominato dagli italiani Picchiatello, della 239ª Squadriglia, 97º Gruppo Bombardamento a Tuffo. Per circa otto mesi, dal marzo all'ottobre del 1941, volò su questa versione italiana dei celebri Stuka. Il 29 giugno 1941 colpì con una bomba il cacciatorpediniere della Royal Australian Navy HMAS Waterhen che, anche a causa degli attacchi tedeschi, affondò. Il giorno seguente il suo Junkers Ju 87 venne abbattuto e Tarantola rimase 18 ore in balia del mare prima di essere recuperato da un idrovolante Cant Z.501 Gabbiano. A questo punto chiese, e ottenne, di tornare ai reparti caccia. Il 4 novembre 1941 venne quindi assegnato alla 151ª Squadriglia del 20º Gruppo, sotto il comando del capitano Furio Niclot Doglio. Il 20º gruppo venne inizialmente dislocato sull'aeroporto di Martuba, per passare poi su quello di Sidi Rezegh (villaggio 30 km a SE di Tobruch). Il 19 novembre la base venne attaccata da un'incursione di bombardieri Bristol Blenheim, diciotto caccia Fiat G.50 fermi a terra vennero distrutti e Tarantola riuscì a salvare il proprio velivolo decollando sotto il bombardamento aereo per rientrare a Martuba. Su questo aereo, il 5 dicembre 1941 abbatté un Curtiss P-40 in Nord Africa. Nei giorni successivi il gruppo ripiegò su Agedabia ed alla fine del dicembre 1941, rientrò in Italia a Reggio Calabria, per essere riequipaggiato con i Macchi M.C.202 Folgore; subito dopo la 151ª Squadriglia venne trasferita al 51º Stormo.
Durante il 1942, Tarantola pilotò principalmente il Macchi MC.202 (151-2), contraddistinto dalla vistosa scritta "Dài, Banana!" sul cofano motore, ricoprendo spesso il ruolo di gregario del capitano Furio Niclot Doglio. Il 29 maggio scortò cinque bombardieri Savoia Marchetti S.79 Sparviero mentre trasportavano Benito Mussolini e lo Stato Maggiore in una visita al fronte nordafricano.

### Le operazioni su Malta
Nel giugno del 1942 il maresciallo Tarantola, con la 151ª Squadriglia, venne trasferito all'aeroporto di Ponte Olivo in Sicilia per gli attacchi contro Malta. La sera del 1º luglio 1942 rivendicò l'abbattimento di un Supermarine Spitfire su Malta, dopo un combattimento con il 603º Squadrone. I piloti italiani, in quell'occasione, dichiararono otto Spitfire abbattuti a fronte del danneggiamento di due caccia. La RAF, da parte sua, rivendicavò l'abbattimento di un Macchi, più uno probabile, ammettendo la perdita di un solo Supermarine Spitfire.
La mattina del 4 luglio, dieci Spitfire del 249° Squadron intercettarono tre S.M.84bis del IV Gruppo scortati da 22 M.C.202 del 51º Gruppo con ulteriori 17 "Folgore" a quota più alta, come scorta indiretta. Durante il combattimento, il 249° Squadron rivendicò tre bombardieri abbattuti a fronte di nessuna perdita, anche se due degli Spitfire risultavano gravemente danneggiati. Gli italiani persero due bombardieri, ma rivendicarono l'abbattimento di quattro Spitfire, uno da parte dei bombardieri e tre da parte dei caccia, incluso quello dichiarato da Tarantola.
Il 7 luglio abbatté, proprio in collaborazione con Niclot Doglio, lo Spitfire (matricola AB 500) del sergente D. Ferraby appartenente al 249° Squadron. Il 9 luglio mentre scortava (sempre con Niclot) dei bombardieri tedeschi Junkers Ju 88 su Luqa fu colto, con il suo comandante, da un malore dovuto al cattivo funzionamento dell'impianto dell'ossigeno a 8 000 metri.
Venerdì 10 luglio Niclot e Tarantola ottennero un'altra vittoria, durante una battaglia aerea a sud di Rabat, che vide coinvolti 19 M.C.202 del 20º Gruppo e 6 M.C.202 del 155º Gruppo, in appoggio ai Messerschmitt Bf 109 dello Jagdgeschwader 53 contro sette Spitfire del 249° Squadron, più tardi rinforzati da altrettanti Spitfires del 603° Squadron. Uno Spitfire che aveva attaccato degli Ju 88 veniva a sua volta abbattuto dopo un lungo combattimento sul Mediterraneo. Poco dopo, un altro Spitfire che aveva attaccato, con altri tre, di sorpresa i Macchi, sulla via del ritorno, veniva abbattuto dal capitano della 151ª Squadriglia, ma il Macchi di Tarantola rientrava fortemente danneggiato.
Il 23 luglio, sempre durante una scorta agli Ju 88, abbatté un altro Spitfire che precipitò nella baia di St. Thomas. Essendo la sua quinta vittoria aerea, Tarantola poté fregiarsi del titolo di "asso" (anche se solo ufficiosamente, termine non riconosciuto dalla Regia Aeronautica). Pochi giorni dopo, Il 27 luglio 1942 mentre volava assieme al suo comandante Niclot Doglio, ebbe uno scontro dagli esiti tragici con George Beurling. Tarantola, Niclot, il sergente Faliero Gelli della 378ª Squadriglia e il sottotenente Beniamino Spadaro vennero infatti attaccati contemporaneamente; di fronte da sei Spitfire e da sinistra da altri otto. Niclot venne abbattuto da George Beurling e Tarantola rimase ferito al braccio mentre cercava di rientrare alla base.
Il 14 ottobre - mentre Beurling veniva abbattuto e ferito nel suo ultimo volo su Malta - Tarantola era impegnato a scortare alcuni bombardieri Ju 88 in un'incursione sull'aeroporto di Hal Far. In questa occasione la formazione italo-tedesca venne intercettata da 19 caccia nemici ed egli abbatté uno Spitfire, ma il suo aereo venne seriamente danneggiato e fu costretto a lanciarsi con il paracadute vicino alla costa siciliana. Purtroppo in questa occasione riportò gravi ustioni alle gambe che lo tennero lontano dai voli per molto tempo. Nel dicembre dello stesso anno la Squadriglia si trasferì a Ciampino per essere riequipaggiata con i nuovi Macchi C.205 Veltro.
Nel maggio del 1943 la 151ª Squadriglia ritornò in servizio all'aeroporto di Capoterra, presso Cagliari. Il 28 giugno, sempre ai comandi di un M.C.202, abbatté sull'isola un Curtiss P-40. Sempre con il Macchi, il 30 luglio distrusse un caccia Lockheed P-38 Lightning. Ottenuto, subito dopo, uno dei Macchi M.C.205 serie III (armato con cannoni alari da 20 mm) consegnati alla Regia Aeronautica prima dell'armistizio di Cassibile, il 2 agosto 1943 compì 5 missioni e riuscì ad abbattere altri due P-38; colpì inoltre un idrovolante Consolidated PBY Catalina che era ammarato, rendendolo non operativo. L'8 settembre 1943, prostrato psicologicamente e fisicamente, abbandonò il reparto ritornando a casa.

### Il servizio nell'Aeronautica Nazionale Repubblicana
Nel 1944 decise di arruolarsi nell'Aeronautica Nazionale Repubblicana (ANR), assegnato in forza alla Squadriglia complementare d'allarme “Montefusco-Bonet” dove prestò servizio nel mese di febbraio; lo scopo del gruppo era contrastare i bombardamenti degli alleati sulle città italiane. Il 25 aprile 1944, a bordo di un caccia Fiat G.55, decollò con altri otto piloti, sei sui "Centauro" e due su Macchi M.C.205 dell'ANR, per contrastare l'attacco di 117 B-24 Liberator della 304th Wing USAAF, scortati da 45 P-47 Thunderbolt del 325th FG, diretti ad attaccare la fabbrica dell'Aeritalia (allora Fiat Avio) di Torino. I caccia italiani attaccarono i bombardieri, ma vennero subito intercettati dai P-47. Tarantola, colpito pesantemente, dovette lanciarsi dal suo aereo (G.55 serie I "Yellow 8" MM91101), riportando ancora gravi ustioni alle gambe.
Tarantola alla fine del conflitto aveva abbattuto 10 aerei, ai quali si doveva sommare la vittoria ottenuta in Spagna durante la guerra civile. Durante la seconda guerra mondiale era stato decorato con due medaglie d'argento al valore militare (oltre alle due ricevute in Spagna), due Medaglie di bronzo e cinque Croci di guerra. Inoltre aveva ottenuto per ben due volte la promozione per meriti di guerra.

### Ultimi anni
Dopo il conflitto entrò a far parte della neocostuita Aeronautica Militare Italiana, volando dapprima come istruttore di volo, e poi entrando a far parte della Pattuglia Acrobatica Nazionale come solista. Fino al suo congedo, avvenuto nel novembre 1960, ebbe modo di volare su Fiat G.46, Fiat G.59 e de Havilland DH.100 Vampire. Rimase a Cesenatico fino alla sua morte, avvenuta il 30 luglio 2001 all'età di 86 anni.

## Abbattimenti
- 1 Polikarpov I-15 Chato
- 2 Curtiss P-40
- 5 Supermarine Spitfire
- 3 Lockheed P-38 Lightning
- 1 Consolidated PBY Catalina

più 4 aerei condivisi con altri piloti della sua unità.
Inoltre, a Ennio Tarantola viene attribuito (in collaborazione con altri piloti tedeschi di Junkers Ju 87 Stuka) l'affondamento del cacciatorpediniere HMAS Waterhen in rotta da Alessandria a Tobruk, avvenuto il 29 giugno 1941.